# Sainte-Marie (Doubs)
Pour les articles homonymes, voir Sainte-Marie.
Sainte-Marie est une commune française située dans le département du Doubs, la région culturelle et historique de Franche-Comté et la région administrative Bourgogne-Franche-Comté.
En patois : Sînte Mairie.

## Géographie

### Toponymie
Sancta Maria en 985, 1131, 1165, 1181 ; Sainte Marie en 1293 ; Saincte-Marie en 1593.
Sainte-Marie, village de l'Est de la France, est situé dans le nord-est de la Franche-Comté, à 8 km de Montbéliard et 28 km de Belfort.

### Climat
Pour des articles plus généraux, voir Climat de la Bourgogne-Franche-Comté et Climat du Doubs.
En 2010, le climat de la commune est de type climat de montagne, selon une étude du Centre national de la recherche scientifique s'appuyant sur une série de données couvrant la période 1971-2000. En 2020, Météo-France publie une typologie des climats de la France métropolitaine dans laquelle la commune est exposée à un climat semi-continental et est dans la région climatique  Jura, caractérisée par une forte pluviométrie en toutes saisons (1 000 à 1 500 mm/an), des hivers rigoureux et un ensoleillement médiocre. 
Pour la période 1971-2000, la température annuelle moyenne est de 9,6 °C, avec une amplitude thermique annuelle de 17,3 °C. Le cumul annuel moyen de précipitations est de 1 174 mm, avec 12,5 jours de précipitations en janvier et 10,5 jours en juillet. Pour la période 1991-2020, la température moyenne annuelle observée sur la station météorologique de Météo-France la plus proche, « Medière », sur la commune de Médière à 9 km à vol d'oiseau, est de 11,5 °C et le cumul annuel moyen de précipitations est de 1 105,2 mm. 
La température maximale relevée sur cette station est de 40,2 °C, atteinte le 24 juillet 2019 ; la température minimale est de −17 °C, atteinte le 5 février 2012,,. 
Les paramètres climatiques de la commune ont été estimés pour le milieu du siècle (2041-2070) selon différents scénarios d'émission de gaz à effet de serre à partir des nouvelles projections climatiques de référence DRIAS-2020. Ils sont consultables sur un site dédié publié par Météo-France en novembre 2022.

## Urbanisme

### Typologie
Au 1er janvier 2024, Sainte-Marie est catégorisée commune rurale à habitat dispersé, selon la nouvelle grille communale de densité à 7 niveaux définie par l'Insee en 2022.
Elle est située hors unité urbaine. Par ailleurs la commune fait partie de l'aire d'attraction de Montbéliard, dont elle est une commune de la couronne,. Cette aire, qui regroupe 137 communes, est catégorisée dans les aires de 50 000 à moins de 200 000 habitants,.

### Occupation des sols
L'occupation des sols de la commune, telle qu'elle ressort de la base de données européenne d’occupation biophysique des sols Corine Land Cover (CLC), est marquée par l'importance des territoires agricoles (49,2 % en 2018), en diminution par rapport à 1990 (50,4 %). La répartition détaillée en 2018 est la suivante : 
forêts (43,6 %), terres arables (22,6 %), zones agricoles hétérogènes (14,5 %), prairies (12,1 %), zones urbanisées (7,2 %). L'évolution de l’occupation des sols de la commune et de ses infrastructures peut être observée sur les différentes représentations cartographiques du territoire : la carte de Cassini (XVIIIe siècle), la carte d'état-major (1820-1866) et les cartes ou photos aériennes de l'IGN pour la période actuelle (1950 à aujourd'hui).

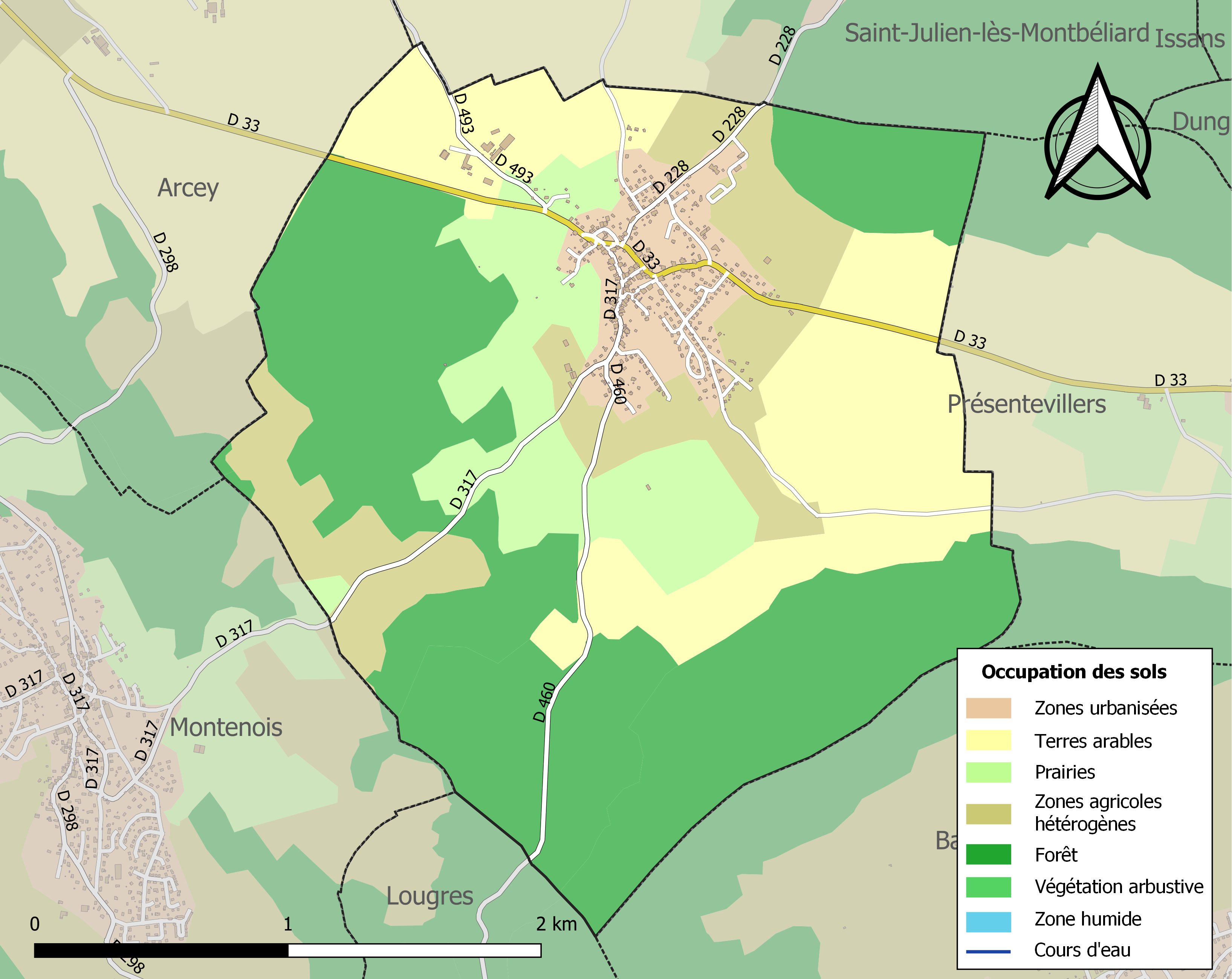
Carte des infrastructures et de l'occupation des sols de la commune en 2018 (CLC).

## Histoire
Sainte-Marie appartenait au comté de Montbéliard qui fut rattaché à la France en 1793.
Veroreille (Varoreille, Velloreille, Villa Aurelii) était situé entre Sainte-Marie et Montenois au lieu-dit actuel Valoreille. Ce village dépendait pour moitié de la principauté de Montbéliard et pour l'autre de la seigneurie du Châtelot. En 1133, il existait un Otton de Velloreille, cité comme témoin de la fondation de l'abbaye de Lieu-Croissant. le même nom est encore cité en 1162 dans un acte passé par Jean, prieur de Lanthenans. En février 1298, Guy IV de Granges dit Guyot de Grammont, fils de Guillaume IV de Granges, faisait hommage à Renaud de Montbéliard pour ce que Falques, dame de Silley, tenait de lui à « Onans et Velloreille ». En 1410, le fief était réuni par les sires de Grammont à leurs possessions. En 1622, il rejoint le domaine de la principauté de Montbéliard. Le village disparait en 1636 lors de l'entrée des troupes impériales en Franche-Comté. Les villageois, il ne restait que cinq à huit familles, se réfugieront à Sainte-Marie qui annexera leurs terres.

## Héraldique
| Blason de Sainte-Marie | Blason  | Écartelé : au 1er losangé en bande d'or et de sable, au 2e d'azur à la bannière posée en bande d'or à l'aigle de sable becquée, languée et membrée de gueules, à la hampe de même ferrée d'or, au 3e de gueules à deux bars adossés d'or, au 4e d'or au buste de vieillard barbu de profil de carnation, vêtu de gueules, le col d'azur, et coiffé d'un bonnet d'Albanais de gueules rebrassé d'azur ; sur le tout, d'or à trois demi-ramures de cerf de sable, l'une sur l'autre et à la bordure d'azur. |
| Blason de Sainte-Marie | Détails | Le statut officiel du blason reste à déterminer. |

## Politique et administration
| Période                                  | Période   | Identité            | Étiquette | Qualité  |
| ---------------------------------------- | --------- | ------------------- | --------- | -------- |
| mars 1977                                | mars 1982 | Raphaël Dole        |           |          |
| mars 2001                                | mars 2008 | Michel Bolmont      |           |          |
| mars 2008                                | mai 2020  | Philippe Ringenbach | DVD       | Retraité |
| mai 2020                                 | En cours  | Gérald Grosclaude   |           |          |
| Les données manquantes sont à compléter. |           |                     |           |          |

## Démographie
L'évolution du nombre d'habitants est connue à travers les recensements de la population effectués dans la commune depuis 1793. Pour les communes de moins de 10 000 habitants, une enquête de recensement portant sur toute la population est réalisée tous les cinq ans, les populations de référence des années intermédiaires étant quant à elles estimées par interpolation ou extrapolation. Pour la commune, le premier recensement exhaustif entrant dans le cadre du nouveau dispositif a été réalisé en 2006.

En 2022, la commune comptait 655 habitants, en évolution de −5,76 % par rapport à 2016 (Doubs : +1,88 %, France hors Mayotte : +2,11 %).
| 1793 | 1800 | 1806 | 1821 | 1831 | 1836 | 1841 | 1846 | 1851 |
| ---- | ---- | ---- | ---- | ---- | ---- | ---- | ---- | ---- |
| 263  | 307  | 317  | 324  | 364  | 368  | 431  | 434  | 426  |

| 1856 | 1861 | 1866 | 1872 | 1876 | 1881 | 1886 | 1891 | 1896 |
| ---- | ---- | ---- | ---- | ---- | ---- | ---- | ---- | ---- |
| 368  | 380  | 379  | 325  | 319  | 302  | 313  | 288  | 284  |

| 1901 | 1906 | 1911 | 1921 | 1926 | 1931 | 1936 | 1946 | 1954 |
| ---- | ---- | ---- | ---- | ---- | ---- | ---- | ---- | ---- |
| 266  | 272  | 263  | 253  | 266  | 274  | 251  | 221  | 298  |

| 1962 | 1968 | 1975 | 1982 | 1990 | 1999 | 2006 | 2011 | 2016 |
| ---- | ---- | ---- | ---- | ---- | ---- | ---- | ---- | ---- |
| 313  | 446  | 551  | 646  | 678  | 698  | 710  | 738  | 695  |

| 2021 | 2022 | - | - | - | - | - | - | - |
| ---- | ---- | - | - | - | - | - | - | - |
| 663  | 655  | - | - | - | - | - | - | - |

## Lieux et monuments
- Temple protestant.

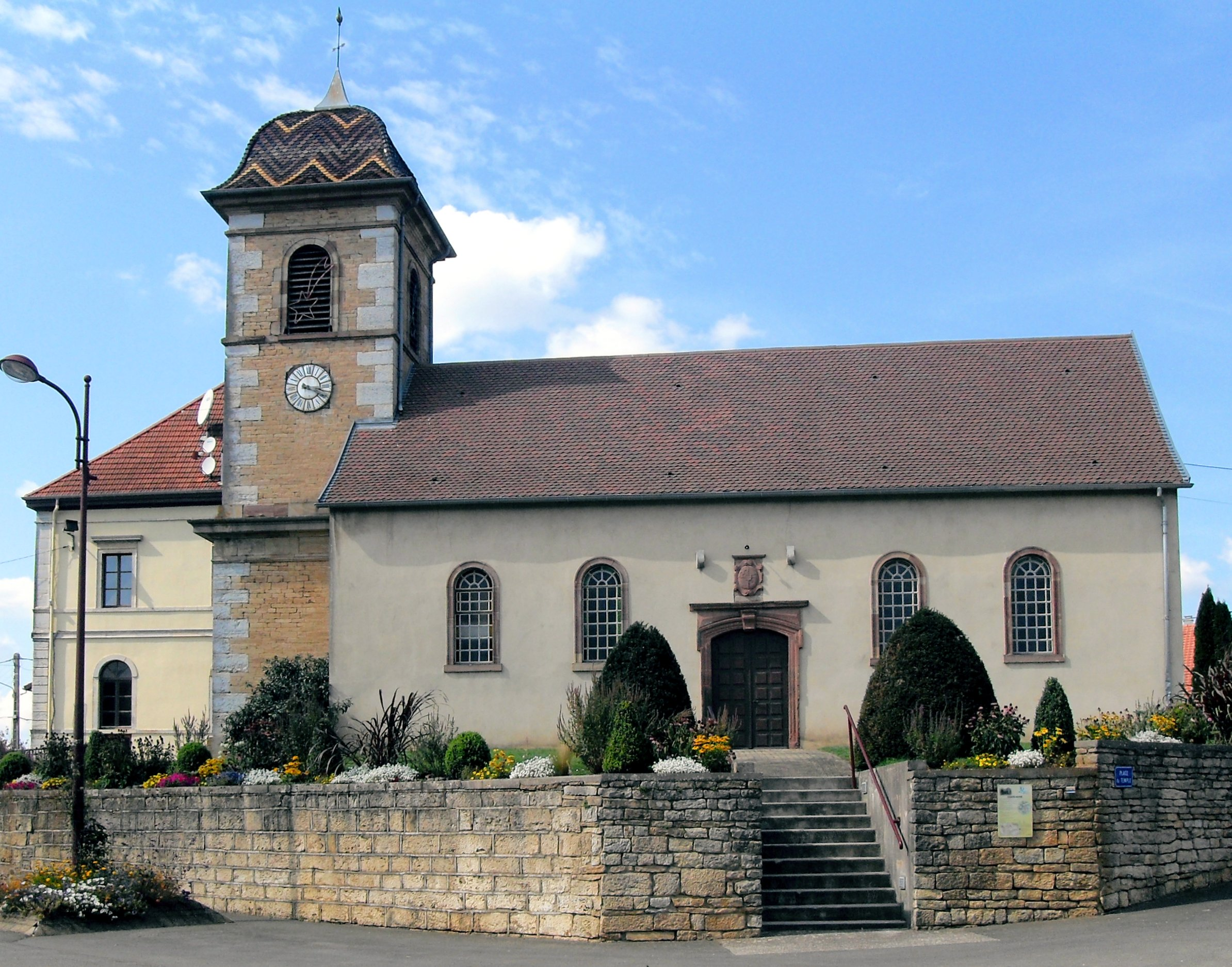
Temple protestant.

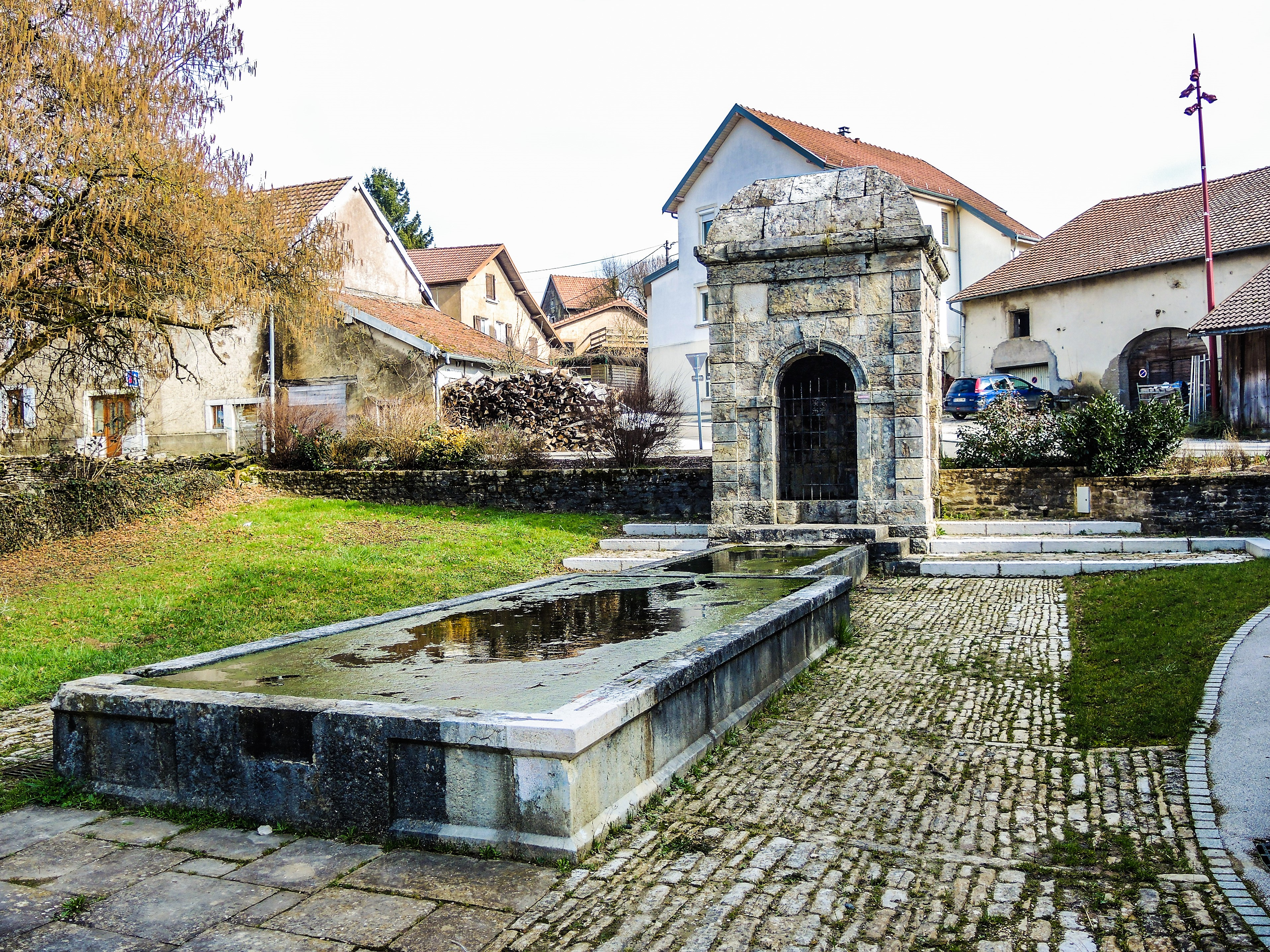
Fontaine-lavoir de Sainte-Marie.

- Chapelle Notre Dame des Douleurs, bâtie par l'abbé Marcel Gigon.
- La fontaine de Sainte-Marie, de 1824, inscrite aux monuments historiques en 1979.

## Personnalités liées à la commune
- Liliane Reuge, victime civile en 1944.